# Calde (Lugo)
Calde (llamada oficialmente San Pedro de Calde) es una parroquia española del municipio de Lugo, en la provincia de Lugo, Galicia.

## Organización territorial
La parroquia está formada por ocho entidades de población, constando siete de ellas en el nomenclátor del Instituto Nacional de Estadística español:
- Andrade
- Corral de Abaixo (O Corral de Abaixo)
- Corral de Arriba (O Corral de Arriba)
- Currelos
- Papoi
- Pena (A Pena)
- Penelas
- Santa Eufemia

## Demografía
| Gráfica de evolución demográfica de Calde entre 2000 y 2021 |
|                                                             |
| Datos según el nomenclátor publicado por el INE.            |